# Villars-lès-Blamont
Villars-lès-Blamont település Franciaországban, Doubs megyében. Lakosainak száma 467 fő (2022. január 1.). Villars-lès-Blamont Blamont, Chamesol, Dannemarie, Montjoie-le-Château és Pierrefontaine-lès-Blamont községekkel határos.

## Népesség
A település népessége az elmúlt években az alábbi módon változott:
| Lakosok száma | 345  | 368  | 366  | 426  | 449  | 448  | 441  | 441  | 450  | 467  |
|               | 1968 | 1982 | 1990 | 2006 | 2013 | 2015 | 2017 | 2019 | 2020 | 2022 |